# Procedimiento de Desequilibrios Macroeconómicos
La Unión Europea presentó en otoño de 2011 el Procedimiento de Desequilibrios Macroeconómicos (PDM). Está diseñado para prevenir y corregir situaciones macroeconómicas de riesgo, como el elevado déficit por cuenta corriente, el endeudamiento externo insostenible y las burbujas del mercado de la vivienda. El PDM forma parte de la legislación "six-pack" de la UE, cuyo objetivo es reforzar la supervisión macroeconómica de la UE y la zona euro.

## Procedimiento
El primer paso en cada ronda del PDM es el Informe sobre el Mecanismo de Alerta (AMR), elaborado por la Comisión Europea. Este informe se basa en un cuadro de indicadores (scoreboard), que identifica los países y temas que requieren un análisis económico individual exhaustivo. Los indicadores del scoreboard no se interpretan de forma mecánica; para seleccionar los países que serán objeto de un análisis exhaustivo, la Comisión tiene en cuenta otros datos relevantes fuera del alcance del scoreboard. Basándose en los análisis exhaustivos, la Comisión determina si existen desequilibrios, la naturaleza de éstos, si son persistentes y si evolucionan positiva o negativamente. Dependiendo de la gravedad de los desequilibrios, la Comisión propone una Recomendación en el brazo preventivo o correctivo del PDM.
Si se establece que existe un desequilibrio no excesivo, el seguimiento se produce en el brazo preventivo del PDM (parte del Semestre Europeo -el ciclo anual de coordinación de políticas económicas de la UE-). Así, las recomendaciones del PDM se integran en el paquete de propuestas de recomendaciones específicas para cada país.
Si el desequilibrio es considerado excesivo (pudiendo perjudicar el funcionamiento de la Unión Económica y Monetaria) la Comisión activa el brazo correctivo del PDM: el Procedimiento de Desequilibrios Excesivos. El Estado miembro en cuestión deberá presentar un plan de "acción correctiva”. La Comisión llevará a cabo un seguimiento periódico. La aplicación del Procedimiento de Desequilibrios Excesivos para los Estados miembros de la zona del euro conlleva sanciones (de hasta el 0,1% del PIB) en caso de que no se tomen las medidas acordadas en repetidas ocasiones o no se presente un plan de acciones correctivas adecuado. El Procedimiento de Desequilibrio Excesivo todavía no se ha implementado en ninguna ocasión.
Los países con un programa de rescate (como Grecia o Irlanda) no se incluyen en el Procedimiento de Desequilibrios Macroeconómico, dado que ya cuentan con una supervisión económica estricta vinculada a la ayuda financiera recibida.

## Ejecución
El Procedimiento de Desequilibrios Macroeconómicos se activó por primera vez con la publicación del Informe sobre el Mecanismo de Alerta en febrero de 2012. Basándose en el análisis realizado en este informe, la Comisión Europea llevó a cabo análisis exhaustivos en doce países de la UE: Bélgica, Bulgaria, Chipre, Dinamarca, Finlandia, Francia, Italia, Hungría, Eslovenia, España, Suecia y Reino Unido. Se concluyó que en estos países había desequilibrios macroeconómicos de distinta naturaleza, pero ninguno de ellos excesivo, por lo que no se activó el Procedimiento por Desequilibrios Excesivos.
Bajo el brazo preventivo del proceso, las recomendaciones para corregir los desequilibrios se integraron en las recomendaciones específicas dirigidas a los Estados miembro en virtud del Semestre Europeo. Estas recomendaciones fueron aprobadas por el Consejo Europeo en junio y posteriormente aprobada por el Consejo de Ministros en julio de 2012.
El 28 de noviembre de 2012 se publicó el segundo Informe sobre el Mecanismo de Alerta. Sobre la base de este informe, la Comisión decidió examinar los progresos realizados por los doce Estados miembro, seleccionados de nuevo para un análisis exhaustivo. Adicionalmente, la Comisión también decidió examinar a Malta y a los Países Bajos.

## Scoreboard
El scoreboard del Informe sobre el Mecanismo de Alerta se compone de catorce (14) indicadores sobre desequilibrios externos, competitividad, y desequilibrios internos. Permite identificar los desequilibrios que aparecen en el corto plazo -de forma temprana- y los de largo plazo/estructurales. 

### Estructura del scoreboard

#### Desequilibrios externos y competitividad
- Promedio (3 años) del saldo de la balanza por cuenta corriente como porcentaje del PIB, con un umbral indicativo del 6% y -4%.

- Posición de inversión internacional neta como porcentaje del PIB, con un umbral indicativo del 35%. Muestra la diferencia entre los activos y los pasivos financieros externos de un país.

- Tasa de variación (5 años) de la cuota de mercado de exportación -en valores-, con un umbral indicativo del -6%.

- Tasa de variación (3 años) del coste laboral nominal unitario, con un umbral indicativo del  9% para los países de la zona euro y del 12% para los no pertenecientes a la zona euro.

- Tasa de variación (3 años) del tipo de cambio real efectivo (TCRE) basado en deflactores del IPC (Índice de Precios al Consumo), en relación con 35 países industriales, con un umbral indicativo de -5% / +5% para los países de la zona del euro y -11% / +11% para los países no miembros. El TCRE informa sobre la competitividad vía precios vs los principales socios comerciales.

#### Desequilibrios internos
- Deuda del sector privado (en porcentaje del PIB), con un umbral de 133%.

- Crédito al sector privado (porcentaje del PIB, flujo), con un umbral indicativo del 15%.

- Tasa de variación interanual de los precios de la vivienda, con un umbral indicativo del 6%.

- Deuda del sector público (como porcentaje del PIB), con un umbral indicativo del 60%.

- Promedio (3 años) de la tasa de desempleo, con un umbral indicativo del 10%.

- Tasa de variación interanual de los pasivos financieros del sector financiero, con un umbral indicativo del 16,5%.

#### Indicadores del Mercado Laboral
- Promedio de (3 años) en puntos porcentuales (%) del ratio de actividad de la población total en edades entre 15 y 64 años, con un umbral indicativo de -0,2 puntos porcentuales.
- Promedio de (3 años) en puntos porcentuales (%) del ratio de desempleo a largo plazo de la población activa en edades comprendidas entre 15 y 74 años, con un umbral indicativo de 0,5 puntos porcentuales.
- Promedio de (3 años) en puntos porcentuales (%) del ratio de desempleo juvenil de la población activa comprendida entre edades de 15 y 24 años, con un umbral indicativo de 2,0 puntos porcentuales.

## Procedimiento legal
El Procedimiento de Desequilibrios Macroeconómicos se basa en dos Reglamentos -parte del "six-pack"- para mejorar la gobernanza económica de la UE.
- Reglamento 1176/2011, que establece las modalidades del procedimiento de supervisión y abarca a los 27 Estados miembros de la UE.[4]

- Reglamento 1174/2011, que se centra en la ejecución, incluyendo la posibilidad de sanciones, y sólo se aplica a los Estados miembros de la zona euro.[5]